# Subcancilla
Subcancilla is een geslacht van weekdieren uit de klasse van de Gastropoda (slakken).

## Soorten
- Subcancilla baisei Poppe, Tagaro & Salisbury, 2009
- Subcancilla bellulavaria Dekkers, Herrmann, Poppe & Tagaro, 2014
- Subcancilla candida (Reeve, 1845)
- Subcancilla directa (Berry, 1960)
- Subcancilla fibula (Poppe, Tagaro & Salisbury, 2009)
- Subcancilla foveolata (Dunker, 1863)
- Subcancilla funiculata (Reeve, 1844)
- Subcancilla hindsii (Reeve, 1844)
- Subcancilla hrdlickai Salisbury, 1994
- Subcancilla interlirata (Reeve, 1844)
- Subcancilla joapyra Simone & Cunha, 2012
- Subcancilla juttingae Koperberg, 1931
- Subcancilla leonardhilli Petuch, 1987
- Subcancilla lichtlei Herrmann & Salisbury, 2012
- Subcancilla lindsayi (Berry, 1960)
- Subcancilla malleti (Petit de la Saussaye, 1852)
- Subcancilla philpoppei Poppe, Tagaro & Salisbury, 2009
- Subcancilla pugnaxa Poppe, Tagaro & Salisbury, 2009
- Subcancilla rhadina (Woodring, 1928)
- Subcancilla ruberorbis Dekkers, Herrmann, Poppe & Tagaro, 2014
- Subcancilla rufogyrata Poppe, Tagaro & Salisbury, 2009
- Subcancilla straminea (A. Adams, 1853)
- Subcancilla sulcata (Swainson, 1825)
- Subcancilla tahitiensis Herrmann & Salisbury, 2012
- Subcancilla turneri (Poppe, Tagaro & Salisbury, 2009)
- Subcancilla yagurai (Kira, 1959)
- Subcancilla zetema Dekkers, Herrmann, Poppe & Tagaro, 2014